# Bagrat II d'Ibèria
Bagrat II d'Ibèria, també anomenat Bagrat II Regwen (Reguen) (el Simple o el Sot ; mort l'any 994), fou un rei titular dels Kartvels de la dinastia Bagrationi. Va regnar del 958 al 994.

## Biografia
Bagrat Bagrationi fou el fill gran de Sumbat, co-rei titular dels kartvels o georgians del 937 al 958, i de la seva esposa desconeguda. Successor del seu pare sobre el tron d'Ibèria, regna en realitat per compte dels abkhazos, i no és considerat més que com un rei de iure. Marie-Félicité Brosset diu que no va fer més que passar en la història i que va morir el 994.

## Posteritat
Bagrat II de Ibèria va tenir de la seva esposa dos fills :
- Gurguèn I, rei dels kartvels;
- Sumbat, eristavi.